# Bård Breien
Bård Breien (* 1971 in Norwegen) ist ein norwegischer Filmregisseur und Drehbuchautor.

## Leben
Breien studierte zunächst Ideologiegeschichte und Literatur, bevor er in Kopenhagen eine dreijährige Filmausbildung absolvierte. Darauf aufbauend schrieb er die Drehbücher zu mehreren Unterrichts- und Kurzfilmen, darunter auch zu Que será, será. Als Regisseur debütierte er 2003 mit Franks prolaps und konnte 2006 mit Kunsten å tenke negativt (dt. „Die Kunst des negativen Denkens“) auch über die skandinavischen Grenzen hinaus überzeugen.

## Filmografie
Regie
- 2003: Franks prolaps (Kurzfilm)
- 2006: Die Kunst des negativen Denkens (Kunsten å tenke negativt)

Drehbücher
- 2002: Que será, será
- 2003: Franks prolaps
- 2003: Solstikk
- 2006: Die Kunst des negativen Denkens

## Preise
- 2003: Nominierung (als Bester Kurzfilm) für den Amanda Award für Franks prolaps
- 2007: „Best Director“ auf dem Internationalen Filmfestival Karlovy Vary in Tschechien
- 2007: NDR-Filmpreis auf den 49. Nordischen Filmtagen in Lübeck für „Die Kunst des negativen Denkens“